# Hyojong
Hyojong (né le 3 juillet 1619 et mort le 23 juin 1659) est le dix-septième roi de la Corée en période Joseon.
Il a régné du 17 juin 1649 jusqu'à sa mort.